# 君に恋してる
「君に恋してる」（きみにこいしてる）は、竹井詩織里の2枚目のシングル。CDコードはGZCA-7051。

## 収録曲
1. 君に恋してる
  - 作詞：AZUKI七／作曲：後藤康二／編曲：小林哲
2. 夕凪
  - 作詞：AZUKI七／作曲：岡本仁志／編曲：Dr.Terachi & Pierrot Le Fou
3. River
  - 作詞：竹井詩織里／作曲：後藤康二／編曲：小林哲
4. 君に恋してる（less vocal）

## 収録アルバム
- My Favorite Things
- 竹井詩織里 ベスト